# بورليسون (تينيسي)
بورليسون (بالإنجليزية: Burlison, Tennessee)‏ هي بلدة تقع بولاية تينيسي في الولايات المتحدة. تبلغ مساحتها 2.7 (كم²)، وترتفع عن سطح البحر 125 م، بلغ عدد سكانها 425 نسمة في عام 2010 حسب إحصاء مكتب تعداد الولايات المتحدة وتصل الكثافة السكانية فيها 166.9 نسمة/كم2.

## التركيبة السكانية
حدّد مكتب تعداد الولايات المتحدة بيانات التركيبة السكانية لبورليسون في تعداد الولايات المتحدة. في ما يلي، التركيبة السكانية حسب تعدادي 2000 و2010.

### تعداد عام 2000
بلغ عدد سكان بورليسون 453 نسمة بحسب تعداد عام 2000، وبلغ عدد الأسر 180 أسرة وعدد العائلات 134 عائلة مقيمة في البلدة. في حين سجلت الكثافة السكانية 166.5 نسمة لكل كيلومتر مربع (431.2/ميل2). وبلغ عدد الوحدات السكنية 190 وحدة بمتوسط كثافة قدره 69.9 لكل كيلومتر مربع (181.0/ميل2).
وتوزع التركيب العرقي للبلدة بنسبة 99.12% من البيض و0.44% من الأمريكيين الأفارقة و0.22% من الأمريكيين الأصليين و0.22% من عرقين مختلطين أو أكثر.
بلغ عدد الأسر 180 أسرة كانت نسبة 36.7% منها لديها أطفال تحت سن الثامنة عشر تعيش معهم، وبلغت نسبة الأزواج القاطنين مع بعضهم البعض 66.1% من أصل المجموع الكلي للأسر، ونسبة 5.6% من الأسر كان لديها معيلات من الإناث دون وجود شريك،  بينما كانت نسبة 2.8% من الأسر لديها معيلون من الذكور دون وجود شريكة وكانت نسبة 25.6% من غير العائلات. تألفت نسبة 20.6% من أصل جميع الأسر من عدة أفراد يعيشون في نفس المنزل ونسبة 11.1% كانت تتألف من شخص يعيش بمفرده يبلغ من العمر 65 عاماً أو أكثر. وبلغ متوسط حجم الأسرة المعيشية 2.52، أما متوسط حجم العائلات فبلغ 2.90.
بلغ العمر الوسطي للسكان 37.9 عاماً. وكانت نسبة 24.1% من القاطنين تحت سن الثامنة عشر، وكانت نسبة 11.3% بين الثامنة عشر والرابعة والعشرين عاماً، ونسبة 27.6% كانت واقعةً في الفئة العمرية ما بين الخامسة والعشرين والرابعة والأربعين عاماً، ونسبة 23.2% كانت ما بين الخامسة والأربعين والرابعة والستين، ونسبة 13.9% كانت ضمن فئة الخامسة والستين عاماً فما فوق. يوجد لكل 100 أنثى 123.2 ذكر، ويوجد لكل 100 أنثى في الثامنة عشر من عمرها فما فوق 106.0 ذكر.
بلغ متوسط دخل الأسرة في البلدة 38,056 دولارًا، أما متوسط دخل العائلة فبلغ 42,813 دولارًا. وكان متوسط دخل الذكور 35,250 دولارًا مقابل 23,929 دولارًا للإناث. وسجل دخل الفرد الخاص بالبلدة 17,685 دولارًا. وكانت نسبة 4.3% من العائلات ونسبة 7% من السكان تحت خط الفقر، وكان من هؤلاء نسبة 5.5% تحت سن الثامنة عشر ونسبة 16% في الخامسة والستين من العمر وما فوق.

### تعداد عام 2010
بلغ عدد سكان بورليسون 425 نسمة بحسب تعداد عام 2010، وبلغ عدد الأسر 168 أسرة وعدد العائلات 126 عائلة مقيمة في البلدة. في حين سجلت الكثافة السكانية 156.2 نسمة لكل كيلومتر مربع (404.6/ميل2). وبلغ عدد الوحدات السكنية 182 وحدة بمتوسط كثافة قدره 66.9 لكل كيلومتر مربع (173.3/ميل2).
وتوزع التركيب العرقي للبلدة بنسبة 99.06% من البيض و0.24% من الأمريكيين الأصليين و0.47% من الأعراق الأخرى و0.24% من عرقين مختلطين أو أكثر و0.71% من الهسبانيون أو اللاتينيون من أي عرق.
بلغ عدد الأسر 168 أسرة كانت نسبة 33.3% منها لديها أطفال تحت سن الثامنة عشر تعيش معهم، وبلغت نسبة الأزواج القاطنين مع بعضهم البعض 58.3% من أصل المجموع الكلي للأسر، ونسبة 10.7% من الأسر كان لديها معيلات من الإناث دون وجود شريك،  بينما كانت نسبة 6% من الأسر لديها معيلون من الذكور دون وجود شريكة وكانت نسبة 25% من غير العائلات. تألفت نسبة 20.2% من أصل جميع الأسر من عدة أفراد يعيشون في نفس المنزل ونسبة 10.1% كانت تتألف من شخص يعيش بمفرده يبلغ من العمر 65 عاماً أو أكثر. وبلغ متوسط حجم الأسرة المعيشية 2.53، أما متوسط حجم العائلات فبلغ 2.90.
بلغ العمر الوسطي للسكان 37.9 عاماً. وكانت نسبة 24.9% من القاطنين تحت سن الثامنة عشر، وكانت نسبة 7.5% بين الثامنة عشر والرابعة والعشرين عاماً، ونسبة 25.9% كانت واقعةً في الفئة العمرية ما بين الخامسة والعشرين والرابعة والأربعين عاماً، ونسبة 25.4% كانت ما بين الخامسة والأربعين والرابعة والستين، ونسبة 16.2% كانت ضمن فئة الخامسة والستين عاماً فما فوق. وتوزع التركيب الجنسي للسكان بنسبة 46.6% ذكور و53.4% إناث.

## وصلات خارجية
- The US50 - Cities and Towns in Tennessee State
- Tennessee Cities and Towns, Facts, Map, Flag, Colleges, Government, and More